# Viñedo de Córcega

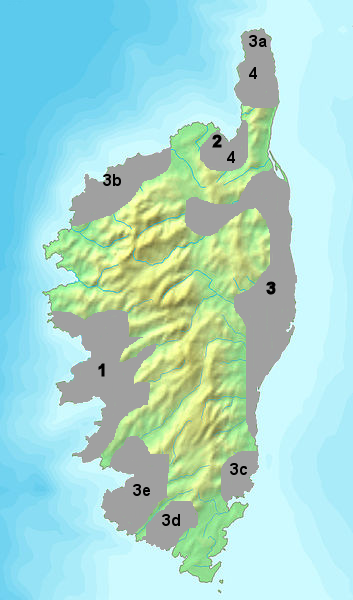
1 AOC Ajaccio
2 AOC Patrimonio
3 AOC Corse
3a AOC Corse Coteaux du Cap Corse
3b AOC Corse Calvi
3c AOC Corse Porto-Vecchio
3d AOC Corse Figari
3e AOC Corse Sartène
4 AOC Muscat du Cap Corse.

El viñedo de Córcega (en francés, Vignoble de Corse) es una región vinícola de Francia que se extiende por la isla homónima, situada en el mar Mediterráneo. Se extiende todo alrededor del litoral de esta isla francesa, conocida sobre todo por ser el lugar de nacimiento de Napoleón Bonaparte. Es un territorio mediterráneo bañado por el sol y de calor suavizado por el mar, en el que se cultivan sobre todo variedades autóctonas.

## Geografía
La isla de Córcega está formada por una cadena de montañas que culmina a más de 2000 metros de altitud. Las llanuras litorales y los numerosos valles tienen una insolación y un microclima diferenciado. Tiene un promedio de 2750 horas de sol al año, el mayor de Francia, pero el calor resulta moderado por la influencia del mar y la montaña. Las heladas son raras y la primavera es precoz y lluviosa.
El suelo es diverso y apropiado para la vid: esquistos (este y norte), granito (sur y oeste), sedimentos aluviales en el centro y afloramientos calcáreos al norte y al sur.

## Principales variedades viníferas
Se cultivan mayoritariamente variedades viníferas autóctonas. Dentro de las uvas blancas destaca la malvasía, llamada aquí malvoisie. Una variedad de esta cepa es el vermentino, que produce vinos muy aromáticos. Otras uvas blancas son el carcajolo blanc y las antiguas ugni blanc, barbarossa y codivarta.
- Nielluccio (nielluciu), varietal antiguo, uva tinta semejante al sangiovese de Toscana y uva principal de la denominación de origen Patrimonio al norte de la isla. Cubre el 35 % del conjunto de los viñedos de la isla. Sobre los grandes terruños como el de patrimonio da unos vinos destacados pero sobre otros tiende a carecer de personalidad.
- Sciacarello es una vid que se encuentra sobre todo en el sur de la isla y cubre el 15 % del viñedo. Da vinos muy finos y picantes pero con bella estructura pero es muy a menudo pobre. Es un varietal antiguo, escrito también sciacarellu.

Otras varietales tintas son la garnacha (grenache), cinsault, carcajolo noir y Cariñena.
Las otras variedades autóctonas son minoritarias y no se incluyen en los vinos con denominación de origen: barbarossa, paga debiti, carcaghjolu neru, biancu gentile, genovese, rossola bianca. Las variedades de importación que se autorizan en ciertas proporciones en los ensamblajes con las variedades autóctonas son ugni para los blancos y la syrah, la garnacha, la garnacha tintorera y el samsó para los tintos y rosados.

## Viñedos
El viñedo corso está dividido en diez denominaciones de origen AOC:
- AOC Vin de Corse (1439 ha en 2005). Denominación regional.
- AOC Patrimonio (409 ha en 2005), en torno a Saint-Florent, el viñedo más homogéneo. Categoría cru.
- AOC Vin de Corse Calvi (266 ha en 2005). Denominación comunal específica dentro de la denominación regional.
- AOC Ajaccio (239 ha en 2005). Categoría cru.
- AOC Vin de Corse Sartène (143 ha en 2005). Denominación comunal específica dentro de la denominación regional.
- AOC Vin de Corse Figari (129 ha en 2005). Denominación comunal específica dentro de la denominación regional.
- AOC Muscat du Cap Corse (103 ha en 2005) que produce un vino blanco moelleux en el extremo norte de la isla. Denominación para el vino muscat de las viñas de patrimonio y de Cap Corse.
- AOC Vin de Corse Porto-Vecchio (89 ha en 2005). Denominación comunal específica dentro de la denominación regional.
- AOC Vin de Corse Coteaux du Cap Corse (37 ha en 2005). Denominación comunal específica dentro de la denominación regional.

En la categoría de vino de la tierra existe una denominación regional de "Vin de Pays de l'Île de Beauté".
La producción total de la cosecha de 2001 fue de 330.000 hectolitros con un 30 % de vinos de calidad producidos en las AOC. Por denominaciones la distribución fue:
- 55,5 % AOC Corse
- 13,6 % AOC Patrimonio
- 7,6 % AOC Corse Calvi
- 7,3 % AOC Ajaccio
- 6,4 % AOC Corse Sartène

Por el tipo de vino, la mitad son tintos y un 2 % son vino moscatel. Destacan los vinos rosados grises, de color claro, frescos, ligeros y frutales, con una producción de un tercio del total. En general, los vinos de Córcega no son aptos para la crianza.

## Historia
La viticultura comenzó en Córcega en el siglo VI a. C. con la llegada de los griegos, que empezaron a elaborar vino en Aléria, en la costa oriental. Sin embargo, se desarrolló sobre todo por los romanos, que establecieron allí la capital de la provincia romana contribuyendo al desarrollo de la viña. Después, durante toda la Edad Media, los mercaderes de Pisa y de Génova favorecieron el negocio de los vinos del litoral norte de la isla: Patrimonio, Cap Corse y Calvi.
En el siglo XVI, el cartógrafo Ignazio Danti que había pintado Córcega en el falso techo de la galería vaticana, escribió: «Córcega ha recibido cuatro grandes dones de la naturaleza: Sus caballos, sus perros, sus hombres fieros y valientes y sus vinos, generosísimos, que los príncipes tienen en la más alta estima».
En el siglo XVIII y en el XIX, la viticultura corsa conoció un desarrollo espectacular. Entre 1788 y 1896 su producción se dobló y la isla pudo fácilmente exportar hacia la región parisina gracias a la llegada del ferrocarril a Sète. A finales del siglo XIX, los estragos causados por la filoxera supusieron una catástrofe económica y la producción se hundió.
A comienzo de los años 1960, con la instalación en Córcega de 17.000 repatriados de Argelia, la viticultura corsa fue relanzada, pero de manera casi industrial, con la plantación, en más de 14.000 hectáreas, de viñas de alto rendimiento como la cariñena, la garnacha tinta o el samsó. Algunas familias, sin embargo, siguieron cultivando las variedades tradicionales. Poco a poco los vinos corsos tomaron el lugar ocupado por los vinos de mesa argelinos dentro de una gama de vinos de mesa de bajo precio y de calidad más que modesta.
Sin embargo esta política va contra las nuevas prácticas de consumo al tiempo que las ventas de vinos de mesa se hunden a partir de los años setenta. En veinte años, la viticultura corsa pierde los dos tercios de sus viñedos, con lo que la superficie global pasa de 32.000 hectáreas solamente a 10.000 hectáreas al final de los noventa, arruinando la economía local.
Pero, desde principios de los noventa, los viticultores comienzan a reaccionar y predican la calidad. Hoy la Unión de los vinos corsos (Union des vins corses) y el Comité intersindical de los vinos corsos (Comité intersyndical des vins corses) quieren jugar la carta de la exportación y seducir los mercados extranjeros gracias a vinos que van a saber seducir gracias a su estructura. La política vitícola de la Unión Europea contribuyó a la sustitución de las cepas más productivas por las cepas tradicionales de alta calidad. Actualmente la mayoría de los vinos de la isla tienen una marcada tipicidad debida a las condiciones del terreno y a la riqueza de las cepas mayoritarias: sciaccarellu y niellucciu en las variedades tintas, y vermentinu o malvasía de Córcega en las blancas.